# 伊藤麻子
伊藤 麻子（いとう あさこ、1969年2月15日 - ）は、元新潟放送のアナウンサー。
新潟県妙高市（旧新井市域）出身。明治大学文学部文学科（日本文学専攻）を卒業後、1993年に新潟放送に入社した。
既婚者で、アナウンサーの仕事を家事や育児と両立させながら続けていた。

## 担当番組

### テレビ番組
- BSNニュースワイド
- BSNウィークエンドi → ウィークエンドi[3]
- イブニング王国![2]

### ラジオ番組
- ふるさと散歩[3]